# Trichosalpinx sipapoensis
Trichosalpinx sipapoensis är en orkidéart som beskrevs av Gustavo Adolfo Romero och Carlyle August Luer. Trichosalpinx sipapoensis ingår i släktet Trichosalpinx och familjen orkidéer.
Artens utbredningsområde är Venezuela. Inga underarter finns listade i Catalogue of Life.